# Hércules en la encrucijada
Hércules en la encrucijada (Ercole al bivio), también denominado El juicio de Hércules, es un cuadro del pintor Annibale Carracci, realizado en 1596, que se encuentra en el Museo de Capodimonte de Nápoles, Italia.
Carracci pinta un pasaje de la vida legendaria de Hércules, inspirándose en  Pródico de Ceos, Jenofonte y Hesíodo, en el que Hércules debe elegir entre dos caminos simbolizados con dos mujeres, la Virtud que conduce a la inmortalidad y Voluptas, que empuja al pecado y la lujuria. Durante el Renacimiento y el Barroco, Hércules encarnó la fe inquebrantable y la virtud heroica.
Hércules es representado con su maza y desnudo, propio de un héroe clásico.
La pintura fue exhibida en la residencia de los Farnese de Parma, junto a otras obras moralizadoras, que resaltaban la virtud frente al vicio (como Hércules sosteniendo el mundo o Ulises liberador) antes de pertenecer al Museo de Capodimonte.
Caravaggio se inspiró en el personaje de la Virtud para el ángel que aparece en su obra Descanso en la huida a Egipto .